# Lough Cahasy, Lough Baun and Roonah Lough SAC
Lough Cahasy, Lough Baun and Roonah Lough SAC este o arie protejată (arie specială de conservare — SAC, sit de importanță comunitară — SCI) din Irlanda întinsă pe o suprafață de 302,69 ha, integral pe uscat.

## Localizare
Centrul sitului Lough Cahasy, Lough Baun and Roonah Lough SAC este situat la coordonatele 53°44′00″N 9°53′41″W / 53.733409°N 9.894786°V.

## Înființare
Situl Lough Cahasy, Lough Baun and Roonah Lough SAC a fost declarat sit de importanță comunitară în iulie 1999 pentru a proteja 5 specii de animale. Situl a fost protejat și ca arie specială de conservare în septembrie 2021.

## Biodiversitate
Situată în ecoregiunea atlantică, aria protejată conține 6 habitate naturale: Lagune de coastă, Vegetație perenă pe țărmurile stâncoase, Dune mobile cu vegetație embrionară, Dune mobile de-a lungul țărmului cu Ammophila arenaria („dune albe”), Dune de coastă fixe cu vegetație erbacee („dune gri”), Machair (* habitat specific irlandez).
La baza desemnării sitului se află mai multe specii protejate de  păsări (5): rață pitică (Anas crecca), rață fluierătoare (Anas penelope), rață mare (Anas platyrhynchos), lebădă de iarnă (Cygnus cygnus), culic mare (Numenius arquata).
Pe lângă speciile protejate, pe teritoriul sitului au mai fost identificate 2 specii de plante, 1 specie de amfibieni, 1 specie de mamifere, 3 specii de nevertebrate.